# 今すぐ欲しい
「今すぐ欲しい」（いますぐほしい）は、1997年1月25日に発表されたSugar Soulの楽曲である。
倖田來未は同曲をカバーし、2006年2月1日に自身27枚目のシングルとしてrhythm zoneから発売した。

## 解説
1997年1月25日に発表されたSugar Soulのデビューマキシシングル『Those Days』の4曲目に収録されている。同曲は作曲に携わったDJ HASEBEを通じてZEEBRAをフィーチャリングしており、内容はセックスをテーマにしている。作詞はAiko Machida/ZEEBRA/Jewels（Heartsdales）、作曲はDJ HASEBE/Aiko Machidaによるもの。DJ HASEBEのアルバム『adore』には新録した別バージョンが収録されている。
「今すぐ欲しい」の誕生の経緯は、当時の事務所の社長からエロい曲を作りたいと提案があり、ストックで存在していたDJ HASEBEのトラックで合うものがあったのでそれをAikoに渡し、Aikoが作詞した。ラップ詞を書いたZEEBRAはAikoに助けられたと語っており、Aikoの書いた歌詞が赤裸々で触発されたという。
2018年12月25日、DJ HASEBEのデビュー・アルバム『adore』のリリース20周年を記念して、『今すぐ欲しい (Butter Smoother)』が7インチアナログでリリースされた。

## 倖田來未によるカバー

### 解説 (倖田來未)
2006年2月1日、倖田は同曲を12週連続シングルリリース第9弾として、元Sugar SoulメンバーであるDJ HASEBE自身のプロデュースでカバーし、発売した。倖田のバージョンでは原曲の歌詞の一部が削除され、原曲にはないラップ詞が加えられた。
5万枚完全限定生産作品。ジャケットのモチーフはフランスであり、プロモーションビデオでは露出の激しい衣装を着ている。

### シングル収録曲 (倖田來未)
1. 今すぐ欲しい [4:32]
2. 今すぐ欲しい (Instrumental) [4:32]

### 収録アルバム (倖田來未)
- 今すぐ欲しい
  - 『BEST 〜second session〜』
  - 『BEST 〜2000-2020〜』(ファンクラブ限定盤)

### 収録ライブ映像 (倖田來未)
- 今すぐ欲しい
  - 『KODA KUMI LIVE TOUR 2006-2007 〜second session〜』
  - 『KODA KUMI 10th Anniversary 〜FANTASIA〜 in TOKYO DOME』
  - 『Koda Kumi 15th Anniversary First Class 2nd LIMITED LIVE at STUDIO COAST』(WALK OF MY LIFE、ファンクラブ限定盤)
  - 『KODA KUMI Love & Songs 2022』